# Richard March Hoe

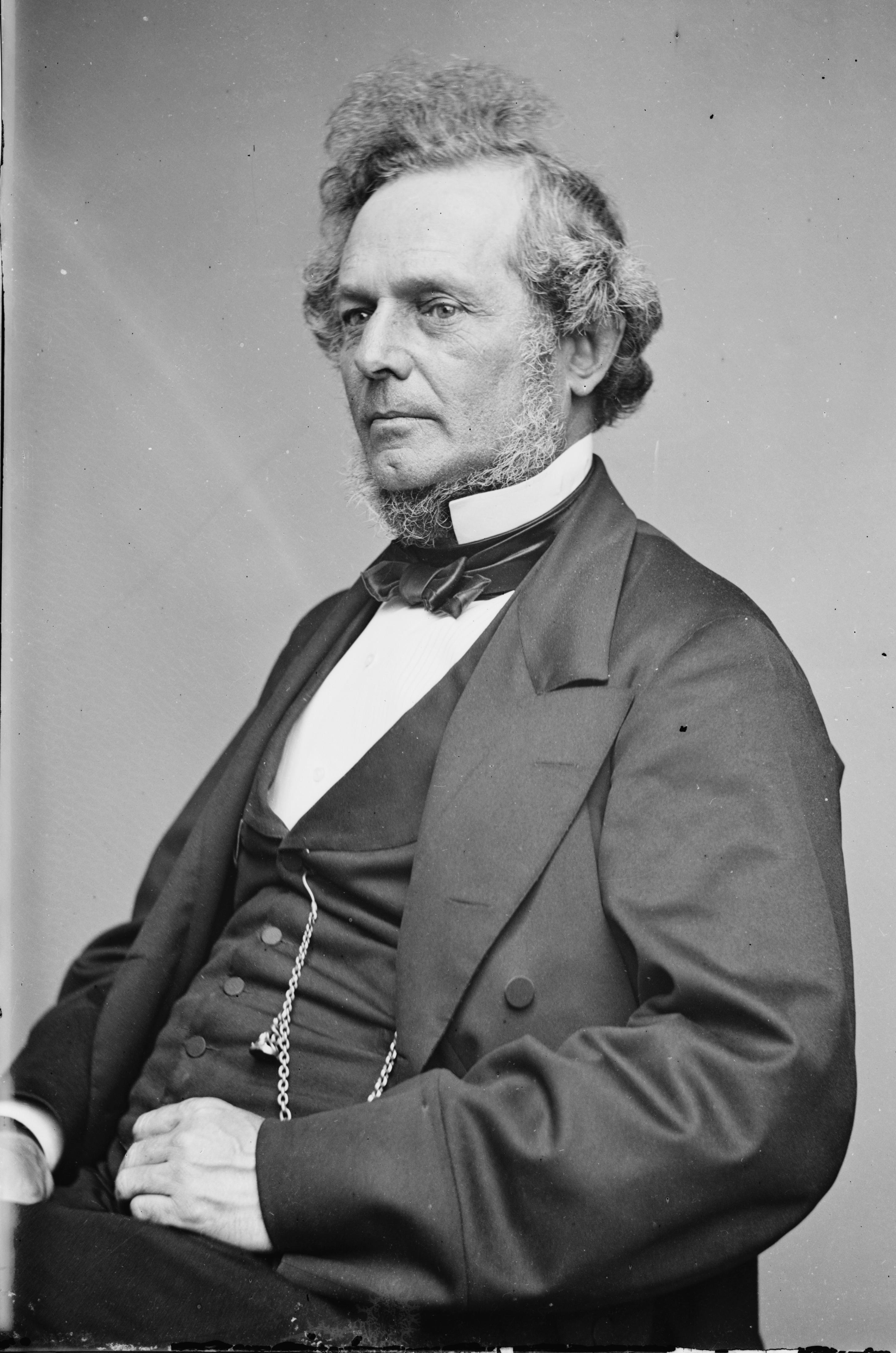
Richard March Hoe

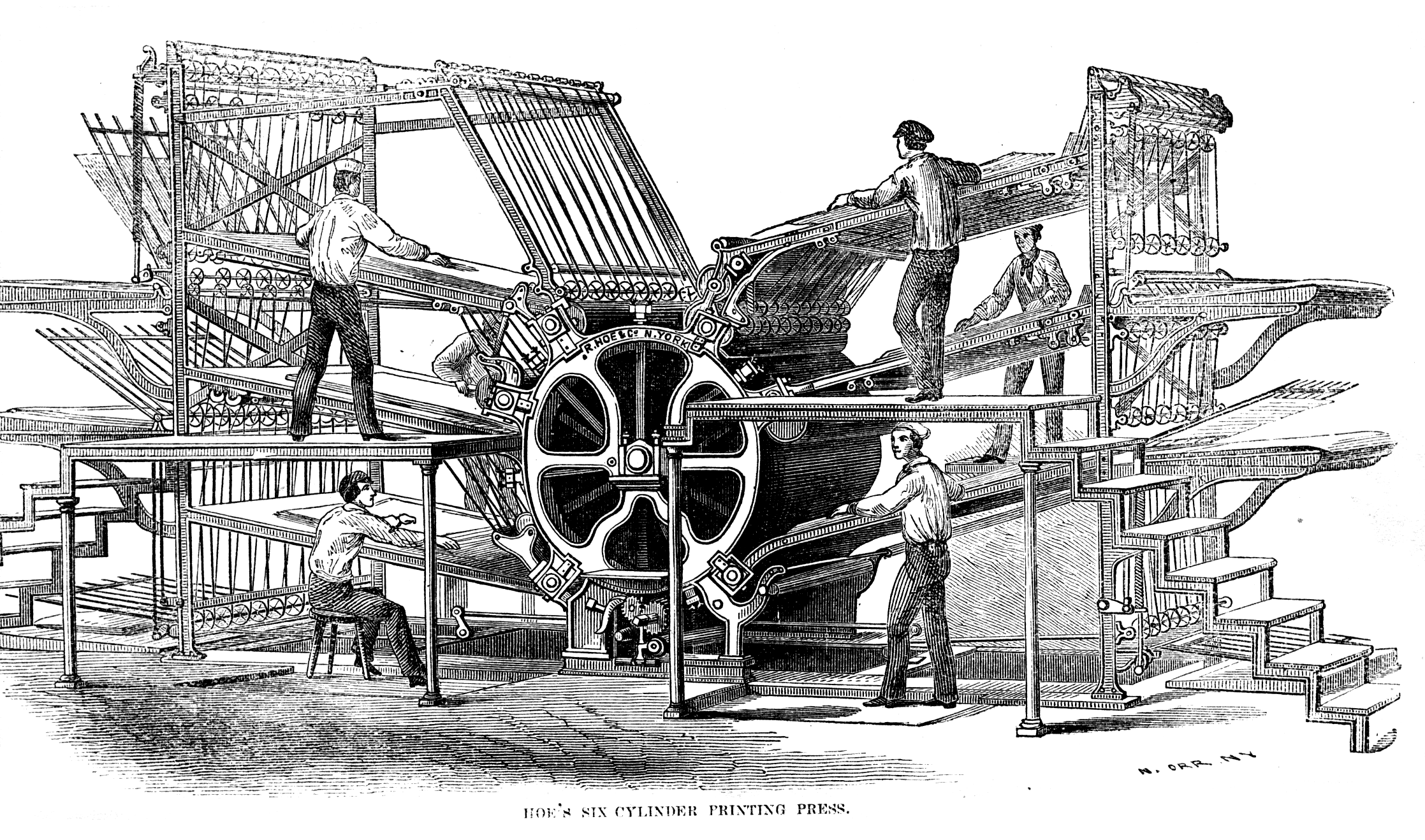
Richard Hoes 6-Zylinder-Druckerpresse

Richard March Hoe (* 12. September 1812 in New York; † 7. Juni 1886 in Florenz) war ein US-amerikanischer Erfinder, der die Rotationsdruckmaschine konstruierte.

## Leben
Richard M. Hoe wurde in New York City als Sohn von Robert Hoe (1784–1833) geboren. Sein Vater hatte zusammen mit dessen Schwagern Peter and Matthew Smith eine Fabrik für dampfgetriebene Druckmaschinen aufgebaut. Im Alter von 15 Jahren trat Richard Hoe in diese Fabrik ein, nach dem Tod des Vaters wurde er Chef der Firma.
1843 erfand Richard Hoe die Rotationsdruckmaschine. Im Unterschied zu den herkömmlichen Flachbett-Schnellpressen benutzte Hoe um den Plattenzylinder gebogene Druckformen, die er durch Stereotypie herstellte. Dadurch konnte er eine Maschine konstruieren, bei der sich die Bewegungsrichtung von Platten- und Druckzylinder sowie des Bedruckstoffes nicht änderte, so dass sie mit höherer Geschwindigkeit drucken konnte. Da Hoe zudem bis zu 10 Druckzylinder um einen Plattenzylinder platzierte, erreichten seine Maschinen bis zu 20.000 einseitige Drucke pro Stunde. Hoe erhielt für seine Entwicklung 1846 das US-Patent Nr. 5199; 1847 wurde eine seiner Rotationsdruckmaschinen das erste Mal kommerziell installiert. Bekannt wurden die Druckmaschine unter verschiedenen Namen, so »Type Revolving Printing Machine«, »Lightning Rotary News Press« (»Blitz-Zeitungsschnellpresse«), »Hoe web perfecting press« oder auch »Mammut-Schnellpresse«.
1870 entwickelte Hoe eine Rotationsdruckmaschine, die beide Seiten (Schön- und Widerdruck) in einem Durchgang bedruckte.
Er wurde am 23. Oktober 1854 in der Columbia Lodge No. 91 der Freimaurer in Philadelphia initiiert und blieb dort bis zu seinem Lebensende Mitglied.
Sein Geschäftsnachfolger wurde sein Neffe Robert Hoe.